# فاينغارتن
.
فاينغارتن (بالألمانية: Weingarten، وتعني حديقة الكروم) هي مدينة يبلغ عدد سكانها 24,000 (حسب تعداد 2005) في فورتمبيرغ، في مقاطعة رافنسبورغ، في وادي نهر شوسن. وهي تشكل واحدة من المراكز الأربعة عشر العمرانية في ولاية بادن فورتمبرغ جنبا إلى جنب مع المدن المجاورة الجنوبية مثل رافنزبورغ وفريدريخسهافن على بحيرة كونستانس (بودنسي). المدينة هي مقر جامعة رافنزبورغ-فاينغارتن للعلوم التطبيقية (Hochschule Ravensburg-Weingarten) وكلية المعلمين في فاينغارتن (Pädagogische Hochschule Weingarten).

## توأمة
لفاينغارتن اتفاقيات توأمة مع كل من:
- غريما
- مانتوفا

## أعلام
- كونيغوند من ألتدورف
- أندرياس بيك
- فريدرش الأول بربروسا
- قايدو وولف
- فرانز باير
- فلف الأول، دوق بافاريا